# Jamindan
Jamindan ist eine philippinische Stadtgemeinde in der Provinz Capiz. Sie hat 36.677 Einwohner (Zensus 1. August 2015). In der Gemeinde nahe der Grenze zur Provinz Aklan entspringt der Fluss Panay.

## Baranggays
Jamindan ist politisch in 30 Baranggays unterteilt.
| - Agambulong - Agbun-od - Agcagay - Aglibacao - Agloloway - Bayebaye - Caridad - Esperanza - Fe - Ganzon - Guintas - Igang - Jaena Norte - Jaena Sur - Jagnaya | - Lapaz - Linambasan - Lucero - Maantol - Masgrau - Milan - Molet - Pangabat - Pangabuan - Pasol-o - Poblacion - San Jose - San Juan - San Vicente - Santo Rosario |